# 汉考克堡
汉考克堡（Fort Hancock）是美国德克萨斯州哈德斯佩斯县的一个非建制地區和普查规定居民点，人口超过一千，其中超过90%是白人。
汉考克堡位于美墨邊界，对面就是墨西哥奇瓦瓦州的埃尔波文尼尔。汉考克堡-埃尔波文尼尔国际大桥（Fort Hancock–El Porvenir International Bridge）连接两地，汉考克堡入境口岸（Fort Hancock Port of Entry）则位于德克萨斯州一侧。德克萨斯州20号高速公路和聯合太平洋鐵路贯穿该镇。

## 历史
汉考克堡始建于1882年，位于贸易路线圣安东尼奥-埃尔帕索路（San Antonio–El Paso Road）沿线，当时是一个名为赖斯营（Camp Rice）的军事设施。赖斯营以前位于得克萨斯州奎特曼堡（Fort Quitman），由“布法罗士兵”部队建立。赖斯营搬到这里后当地人口并未立刻大幅增加，很少超过60人。在蓋茨堡之役的英雄温菲尔德·斯科特·汉考克将军去世后，它于1886年更名为汉考克堡。堡垒本身在当年的洪水中遭破坏，旋即重建，1889年再次被大火焚毁，1895年废弃，遗迹位于今天的汉考克堡以西约1.5英里（2.4）处。